# Youssef Etessami
Youssef Etessami (ou Etessam-ol-molk), écrivain, éditeur, journaliste, parlementaire, et traducteur iranien, né en 1874 et mort en 1938. Son père, Ebrahim, originaire d’Ashtian, dirigea les finances de la province iranienne d'Azerbaïdjan. Youssef Etessami est le frère ainé de l’architecte et peintre Abolhassan Etessami, et le père de la poétesse Parvin Etessami.
Dans les années 1890, Youssef Etessami fonde la première imprimerie typographique de Tabriz. Il est député au Madjlès (l’assemblée nationale iranienne) en 1909-1912, et fonde le magazine Bahar en 1910. Il servit au sein du ministère de l’éducation, et présida la Bibliothèque Royale et celle du Madjlès.
Le magazine Bahar est un mensuel de soixante-quatre pages, publié dans les intervalles 1910-1911 et 1921-1922. L’éditorial du premier numéro décrit ainsi les objectifs du magazine :  « fournir un … forum pour les thèmes scientifiques, littéraires, éthiques, historiques et artistiques majeurs du point de vue des gens cultivés, et mettre à la disposition du public les informations importantes. » Le contenu écrit du magazine, textes originaux ou traduction, fut principalement produit par Youssef  Etessami. Une large part concerne la culture occidentale. Selon Edward Granville Browne (1928, 489), Bahar est  « très moderne et européen dans son ton » ; et dans l’ Encyclopædia Iranica, Heshmat Moayyad souligne le caractère « libéral et humaniste » du magazine.
Youssef Etessami traduisit en persan près de quarante ouvrages, dont celles du Tahrir al-Mara de Qasim Amin,  le premier volume des Misérables de Victor Hugo, et Cabale et amour de Friedrich Schiller. Il est l’auteur, également, d’un commentaire en arabe du Atwaq ad-Dahab de Abolqassem al-Zamakhshari, et d’un catalogue des manuscrits de la Bibliothèque du Madjlès.